# Пьештяни (станция)
Железнодорожная станция «Пьештяни» (словац. Železničná stanica Piešťany) — железнодорожная станция в западнословацком городе Пьештяни, находится на двухпутной электрифицированной трассе Братислава-Жилина (81,635 км от Братиславы).

## История
Участок Трнава — Нове-Место-над-Вагом был сдан в эксплуатацию в 1876 году, двухпутным является с 1905 года, трасса электрифицирована в 1987 году.
Здание вокзала находится справа от железнодорожных путей (если смотреть в направлении от Братиславы). Реконструкция станции проходила одновременно со строительством 5-го железнодорожного коридора (2007—2008 гг.), были построены две платформы, соединённые подземным переходом.
Станция расположена в западной части города, в непосредственной близости от автобусного вокзала «Пьештяни», вместе с которым образует важный региональный транспортный узел. От трассы № 120 в Пьештянах отделяется региональная трасса, ведущая через Требатице в Врбове (с ответвлением «Требатице-Раковице»), которая в 1970-х годов перестала функционировать.

## Трассы
- Железнодорожная трасса Братислава—Жилина
- Железнодорожная трасса Пьештяны-Врбове